# Onychonycteris finneyi
Onychonycteris finneyi (Simmons, Seymour, Habersetzer & Gunnell, 2008) è l'unica specie del genere Onychonycteris (Simmons, Seymour, Habersetzer & Gunnell, 2008) della famiglia degli Oniconitteridi vissuta durante l'Eocene negli Stati Uniti d'America e probabilmente tra i primi pipistrelli apparsi sul pianeta.

## Descrizione

### Caratteristiche ossee e dentarie
La coclea era ridotta, indice di una possibile incapacità di emettere ultrasuoni, la struttura scheletrica invece mostrava caratteristiche compatibili con la possibilità di effettuare un volo potente. Gli incisivi superiori più esterni erano più piccoli rispetto a quelli interni, i canini erano appuntiti e compressi lateralmente, i denti masticatori presentavano cuspidi ben sviluppate.
Erano caratterizzati dalla seguente formula dentaria:

### Aspetto
Differiva da tutti gli altri pipistrelli conosciuti nel possedere grandi artigli sulle prime tre dita delle ali e altri più piccoli sulle ultime due. Gli arti anteriori erano brevi, quelli posteriori più lunghi, con la fibula completa. La coda era lunga ed era presente il calcar.

## Periodo storico e distribuzione
Il genere è stato descritto in base ad uno scheletro ben conservato rinvenuto nel Wyoming e risalente all'inizi dell'Eocene, nel periodo del tardo Wasatchiano, tra i 55,4 e 50,3 milioni di anni fa.